# Charles Nicolas Sigisbert Sonnini de Manoncourt
Charles-Nicolas-Sigisbert Sonnini de Manoncourt fue un naturalista francés (1 de febrero de 1751, Lunéville - 9 de mayo de 1812, París).

## Biografía
Era hijo de Nicolas-Charles-Philippe Sonnini, de origen romance, se instalará en Lorena y es ennoblecido por el rey Estanislao II Poniatowski de Polonia (1732-1798) en 1756. Su padre era consejero del rey, en particular de finanzas, y señor de Manoncourt-en-Vermois. Charles- Nicolas-Sigisbert Sonnini de Manoncourt realizó sus estudios en la Universidad de Pont-à-Mousson, en un pensionado de los Jesuitas, y obtiene el grado de doctor en filosofía el 21 de julio de 1766, con 15 años y medio. Estudia derecho en Estrasburgo, y será abogado en la corte soberana de Nancy, el 14 de noviembre de 1768. Con una gran pasión por los viajes, se enrola en las fuerzas armadas, y entra al servicio de la marina a los 18 años, partiendo a Cayena (Guyana) en 1772, como guardamarina, incursiona con estudios topográficos en tierras ignotas, pasando el río Negro, en la frontera entre Guyana y Perú. Y halla una ruta transmontana: ‘la Gabrielle’, y se construiría un canal que lleva su nombre (tenía 23 años), rindiendo así grandes servicios al comercio de Francia.
Además de sus servicios militares, realizó importantes observaciones de historia natural, cuyos especímenes donará a su retorno al Museo Nacional de Historia Natural de Francia, y pasará seis meses en Montbard, con Buffon, quien le encarga la redacción de artículos de ornitología extranjera. Fue nombrado ingeniero y correspondiente del Gabinete de historia natural.
El 26 de abril de 1777, se embarca en el Attalante, con destino a Egipto, donde arriba el 20 de junio. Y propone al gobierno francés conducir una expedición para atravesar África del norte y del sur, mas su demanda fue letra muerta. En sus recorridos, realizó buenas descripciones de ciertas regiones, y trazó rutas como la de Sonnini en 1778). El 17 de octubre de 1778, parte a Turquía, visitando además Grecia, y particularmente las islas del mar Egeo. Además realiza una campaña de guerra sobre la Mignone, con caballero de Entrecasteaux (con combates del 27 de mayo de 1780), y regresa a Toulon el 18 de octubre. Reporta varias especies vegetales y propone ponerlas en cultivo en Francia, y publica el 25 de agosto de 1787 con Mémoire sur la culture et les avantages du chou-navet de Laponie en la Academia Real de Ciencias, Artes y Bellas Letras de Nancy. Y publica en 1798 una rendición de cuentas de sus periplos con el título de Voyage dans la haute et basse Égypte, fait par ordre de l'ancien gouvernement, et contenant des observations de tous genres (ilustrado por J.-B.-P. Tardieu) y en 1801-1802 Voyage en Grèce et en Turquie.
Conoce de preocupaciones familiares a su retorno, a causa de sus prolongadas ausencias, con especulaciones de su desaparición ; todo se arregla, y se le abre una causa favorable en el Parlamento de Nancy contra sus detractores. Permanece en reposo por un tiempo, y adquiere una granja en Manoncourt, cultivando él mismo esas tierras, y su ejemplo contribuyó en la mejora de los cultivos en los departamentos de Meurthe, Vosges, Aisne. Realiza importantes adquisiciones con rutabaga, y cultivos de grandes vicias o lentillas de Canadá (que es apropiada para terrenos malos, cont un forraje suculento, especial para equinos, burros, vacas), Trigonella foenum-graecum (excelente forraje, legumbre agradable), Hesperis matronalis (planta oleífera). Luego del 13 de julio de 1788, publica Vœu d’un agriculteur, donde muestra algunos medios de remediar pestes vegetales.
En las primeras jornadas de la Revolución, sus compatriotas le eligen como juez de paz (por 2 años y medio), tribunal de distrito de Nancy ; luego es nombrado miembro de la administración del Departamento de la Meurthe. Mas una medida arbitraria en 1793 lo envuelve, a él y a sus colegas, con prisión por el tribunal revolucionario, por 5 meses, bajo el pretexto de haber robado víveres del Ejército del Rhin y del Mosella. Posteriormente se retira definitivamente de la escena política, y se va a su casa. Mas además debe abandonar Manoncourt, a causa de deudas. Luego va a París y se dedica a trabajos literarios. Intenta ganarse la vida como escritor, pero sin gran suceso, de sus obras literarias.
Emprende una nueva edición de la Histoire naturelle, con un primer volumen en junio de 1799, y de 127.º en 1808, con adiciones por Buffon (de diferentes épocas) y sus descubrimientos particulares, con muchas y múltiples observaciones, siendo esa empresa sin duda la más vasta luego de L'Encyclopédie, y una biblioteca muy completa sobre el objeto. Realiza varias publicaciones Voyages en Égypte, en Grèce. Y trabaja en la idea de recomponer el Dictionnaire d’histoire naturelle, con las primeras bases desde Jacques C. Valmont de Bomare, en 1764. En agosto de 1805, deja París para permanecer à Vienne en Departamento Isère, para tomar la dirección de un gran Colegio, fundado por los Jesuitas, a demanda de Fourcroy (a la razón director general de Instrucción pública), mas con enormes dificultades, debe renunciar. De retorno a la capital, publica muchos tratados de agricultura. También, con la ayuda de numerosos colaboradores, realiza una nueva edición de Cours Complet d’Agriculture de Rozier, en 1808.
El 25 de octubre de 1810, deja Francia por la capital de Moldavia, con su esposa y su sobrino, y con el encargo por 5 años para ocuparse de la educación de un niño de un pretendido príncipe, pero que retornan a Rusia, 6 semanas antes del arribo de Sonnini. Y no vuelve a Francia, sino que decide visitar Moldavia y el Principado de Valaquia. Además explora Lemberg, Viena, Múnich, donde se queda y luego regresa a París el 26 de diciembre de 1811. Y desde su vuelta se enferma, y fallece el 9 de mayo de 1812, a los 61 años). Y será enterrado el 10 de mayo en el Cementerio del este (Panteón del Padre La Chaise).
El pintor Langlois de Sézanne realiza en 1802, un retrato de Sonnini de Manoncourt, no localizable hoy, más conocido por un grabado de Étienne-Charles Voysard.

## Algunas publicaciones
- Bibliothèque physico-économique, instructive et amusante : contenant des mémoires et observations pratiques sur l’économie rurale ; sur les nouvelles découvertes les plus intéressantes ; la description de nouvelles machines et instrumens inventés pour la perfection des arts utiles et agréables, etc. etc. On y a joint nombre de remèdes, pratiques et procédés, découverts récemment sur les maladies des hommes et des animaux, sur l’économie domestique, et en général sur tous les objets d’agrément et d’utilité dans la vie ; avec des planches en taille-douce. Ouvrage à la portée de tout le monde, Paris : chez Buisson, 1782-1797 et 1802-1831

- Mémoire sur la culture et les avantages du chou-navet de Laponie, lu à l’Assemblée publique de l’Académie des sciences, arts et belles-lettres de Nancy, le 25 août 1787, Paris : Née de La Rochelle, 1788, in-8°, 55 pp. ; nueva edición (revisada, corregida y aumentada ; (...), rutabaga ou navet de Suède), Paris : F. Buisson, 1804, in-12, 96 pp.

- Manuel des propriétaires ruraux et de tous les habitans de la campagne, ou Recueil, par ordre alphabétique, de tout ce que la loi permet, défend ou ordonne dans toutes les circonstances de la vie et des opérations rurales. On y a joint tout ce qui a rapport à la chasse, à la pêche, aux étangs et aux constructions rurales ; avec des modèles et formules de baux, loyers, procès-verbaux et autres actes utiles à la campagne dans ces différens cas, Paris : chez F. Buisson, 1808, in-12, IV-280 pp. 2.ª ed. revisada, corregida y aumentada después de los nuevos Codes, les Avis du conseil d’État, les lois, décrets impériaux, etc. París, F. Buisson, 1811, in-12, VIII-344 pp. 3.ª ed. aumentada por Arsenne Thiébaut-de-Berneaud, Paris : Arthus-Bertrand, 1823, 2 vols. in-12

- con M. Veillard (botánico) y de Étienne Chevalier (1750-1828), Vocabulaire portatif d’agriculture, d’économie rurale et domestique, de médecine de l’homme et des animaux, de botanique, de chimie, de chasse, de pêche, et des autres sciences ou arts qui ont rapport à la culture des terres et à l’économie, dans lequel se trouve l’explication claire et précise de tous les termes qui ne sont pas d’un usage ordinaire, et qui sont employés dans les livres modernes d’agriculture et dans d’autres livres, Paris : chez F. Buisson et chez D. Colas, 1810, in-8°, xiv-464 pp.

- con Arsène Thiébaut de Berneaud (1777-1850), Annuaire de l’Industrie française, ou Recueil par ordre alphabétique des Inventions, Découvertes et perfectionnemens dans les Arts utiles et agréables, qui se font à Paris et dans les départemens ; contenant l’état actuel des manufactures, fabriques, ateliers et autres établissemens d’industrie française, avec les noms et adresses des inventeurs, le prix des différents objets, leur emploi ou leur application à divers usages, Paris : chez D. Colas, 1811 et 1812, 2 vols. in-12

- Histoire naturelle, générale et particulière, con Leclerc de Buffon, nueva edición, con notas, y suplementos en el primer texto, à la place qui leur convient. L'on y a ajouté l'histoire des Quadrupèdes et des Oiseaux découverts depuis la mort de Buffon, celle des Reptiles, des Poissons, des Insectes et des Vers ; enfin, l'histoire des Plantes dont ce grand Naturaliste n'a pas eu le temps de s'occuper. Obra formando un Curso completo de Historia Natural, dirigido por C.S. Sonnini, miembro de numerosas sociedades científicas. Imprimió F. Dufart, Paris, año VII - 1808, 127 vols. in-8°

- Histoire naturelle des Reptiles, con figuras diseñadas de la naturaleza, por C.S. Sonnini y P.A. Latreille. Imprimió Crapelet, Chez Deterville libraire, Paris, año X, 4 vols. in-18

- - Tomo I & Tomo II : 1.ª Parte - Quadrupèdes et Bipèdes Ovipares

- - Tomo III & Tomo IV : 2.ª Parte - Serpents

- Nouveau dictionnaire d’histoire naturelle, aplicada a las Artes, principalmente a la Agricultura y la Economía rural y doméstica, por una Sociedad de Naturalistas y de Agrónomos. Con figuras de tres Reinos de la Naturaleza. Imprimió Crapelet, Chez Deterville libraire, Paris, 1803 - 1804, 24 vols. in-8°

- Voyage dans la Haute et Basse Égypte, fait par ordere de l'ancien Gouvernement, et contenant des observations de tous genres; ... F. Buisson, año 7 de la República (1799) 3 vols. in-8° y atlas in-4°. (traducciones al inglés y alemán)

- Voyage en Grèce et en Turquie, fait par ordre de Louis XVI, et avec l’autorisation de la cour ottomane ; por C. S. Sonnini. F. Buisson, Imprimeur-Libraire, Paris año 9 de la República (1801) 2 vols. in-8° y Atlas in-4°. (traducciones al inglés y alemán)

- Participa del Journal du département de la Meurthe (1790), de la Bibliothèque physico-économique (de octubre de 1801 a mayo de 1812), en Cours complet d'agriculture de François Rozier (1734-1793) y de diversas otras publicaciones de agricultura.

## Abreviatura (zoología)
La abreviatura Sonnini  se emplea para indicar a Charles Nicolas Sigisbert Sonnini de Manoncourt como autoridad en la descripción y taxonomía en zoología.

- La abreviatura «Sonnini» se emplea para indicar a Charles Nicolas Sigisbert Sonnini de Manoncourt como autoridad en la descripción y clasificación científica de los vegetales.[1]